# 아키에이지
《아키에이지》(ArcheAge)는 엑스엘게임즈에서 개발하여 운용 중인 대규모 다중 사용자 온라인 롤플레잉 게임(MMORPG)이다.
아키에이지의 개발은 2006년 하반기부터 이루어졌으며, 2013년 1월까지 다섯 차례의 CBT와 OBT를 거쳤다. 2013년 1월 16일부터는 정식 서비스를 시작하여 서비스를 제공하고 있다. 아키에이지는 바람의 나라, 리니지를 개발한 송재경 대표의 작품으로, 외부 환경 표현이 뛰어나며 크라이엔진3 게임 엔진과 TXAA, HBAO, DDOF과 같은 최신 그래픽 테셀레이션 기술을 적용한 게임이다. 게임스토리는 대한민국 유명 판타지 소설 작가인 전민희가 참여하여 동서양 고대 신화가 절묘하게 어우러진 세계관에 기반하고 있다.
배경음악은 유명 작곡가 윤상이 작곡했다.
개발진은 월드 오브 워크래프트로 대표되는 기존의 테마파크 MMORPG가 아닌 샌드박스 MMORPG가 될 것이라고 밝혔다. 이에 대해 많은 사용자들이 자유도 게임의 대명사 울티마 온라인과 아키에이지를 비교하기도 했다.

## 세력과 종족
| 항목     | 시스템 세력               | 시스템 세력               | 시스템 세력     |
| -------- | ------------------------- | ------------------------- | --------------- |
| 진영     | 누이아                    | 하리하라                  | 무법자          |
| 종족     | 누이안 엘프 드워프 페어리 | 하리하란 페레 워본 리턴드 | 모든 종족       |
| 활동지역 | 누이아 대륙               | 하리하라 대륙             | 으르렁거리는 섬 |

## 능력
총 14개의 능력중 13개의 능력을 선택할 수 있다.
(정식 능력인 환락은 아직 공개되지 않았습니다.)

### 격투
격투는 파괴신 키리오스를 상징한다. 키리오스는 자신을 믿는 자에게 승리를 안겨준다.

그 무자비함에 적은 비탄에 빠져 파멸한다.

파괴적인 공격을 휘몰아치며 동시에 다수의 적을 상대한다.

### 환술
환술은 바다와 변화의 여신 다후타를 상징한다. 다후타는 소원을 들어준다.

하지만, 이루어진 소원은 아름다운 꿈처럼 진실을 감춘다.

적에게 직접적인 마법 피해를 주기보다는 적을 공포, 수면, 띄우기, 속박 등의 약화 상태로 만들어 전투를 방해하거나 불능상태로 만든다.

### 철벽
철벽은 풍요의 신 샤티곤을 상징한다. 샤티곤은 풍요를 부르는 힘으로 철옹성을 만들어낸다. 그 견고함은 자신을 가둘 정도이다.

자신의 생명력과 방어력을 늘리거나, 일정 시간 동안 피해를 입지 않는 무적 상태가 되는 기술을 사용한다. 주변 적의 주의를 자신에게 끌어 동료를 보호하기도 한다.

### 의지
의지는 봉인과 문의 신 하제를 상징한다. 하제는 문을 만들어낸다. 그가 만든 문은 전설의 존재조차 막을 정도로 굳게 닫히고 열린다.

자신의 의지대로 활력을 다스린다. 활력을 이용하여 주변 적에게 강력한 마법 피해를 주거나 동료를 마법 피해로부터 보호한다. 대상의 기술을 봉인하거나 공간의 문을 통해 순간 이동하는 기술을 사용한다.

### 죽음
죽음은 저승의 여신 누이를 상징한다. 누이는 저승을 다스린다. 그녀의 너그러운 손길은 세상 모든 이를 거둬들여 안식으로 이끈다.

죽은자의 권능을 현실에 소환하여 적에게 강력한 마법 피해를 주고 공포에 빠트린다. 또한 자신의 영혼을 자유롭게 이탈시켜 생사를 자유롭게 넘나들 수도 있다.

### 야성
야성은 가장 올곧은 마음으로 맹약을 지키려 했던 초원의 전사 타양을 상징한다.

원거리 공격을 사용하며 한번 표적이 된 대상은 끝까지 추격하여 숨통을 끊어 놓는다.

### 마법
마법은 고요한 표정 속에 분노와 슬픔을 감추고 거대한 운명에 맞서려 했던 마법사 아란제브를 상징한다.

불꽃 송이, 별똥별, 보호막 등 강력하고 전통적인 마법을 구사한다.

### 사명
단 하나의 사명을 위해 삶과 목숨을 바친 암살자. 신을 죽이려 했던 필멸자 멜리사라를 상징한다.

적에게 은밀히 다가가 암습을 하여 치명적인 상처를 준다.

먼 거리의 적에게 단숨에 달려들어 공격하기도 한다. 대인결투에서 돋보이는 능력이다.

### 낭만
낭만은 누구보다도 많은 것을 알고 있지만, 영원히 농담 속에 숨겨둘 방랑자 루키우스를 상징한다.

노래하고 악기를 연주하여 주변 동료를 독려한다.

이동 속도나 회복 속도를 빠르게 하고 전투력을 증가시키는 등 전투에서 필요한 존재이다.

### 사랑
사랑은 영겁의 시간을 관조하는 방관자. 꿈을 보내는 세계의 문지기 키프로사를 상징한다.

주변의 죽은 동료나 아군을 부활시키고 치유를 통해 생명력을 회복시켜준다.

치유, 부활을 통해 동료의 생존 가능성을 높여주는 능력이다.

### 증오
길들여지지 않은 악마의 본성 때문에 세상과 화해할 수 없었던 오키드나를 상징합니다.

마법 피해를 주며 적이 공격하는 순간의 헛점을 노립니다.

증오를 모아 자신의 기술을 강화할 수 있는 능력입니다.

### 환락
가장 마지막에 업데이트 될 예정

### 암투
2019년 5월 30일 암투능력이 추가되었다.
암투는 그림자 매라는 칭호를 받았던 기회주의자, 진의 검술 사부 카론 벤디게이트를 상징합니다.

신속하고 빠른 움직임을 가진 살수로, 상대를 죽일 수 있는 기회는 절대 놓치지 않습니다.

그림자 거울 기술을 효과적으로 사용한다면, 순간 큰 피해를 줄 수도 있고 먼 거리를 순식간에 좁힐 수도 있습니다.

### 광기
2020년 12월 3일 업데이트가 되었다.
광기는 해적의 우두머리, 으르렁거리는 섬의 지배자 모르페우스를 상징합니다.

총기를 사용하여 근중거리 공격으로 상대의 방어구를 약화시키고 대규모 전투에 더욱 특화된 능력을 발휘합니다.

잠재되어 있던 내면의 광기를 터뜨려 자신을 강화할 수 있는 능력입니다.

## 업데이트
- 1.0 에아나드
- 1.2 에아나드 성장
- 1.7 하제의 예언 : 레비아탄
- 1.8 세력의 영웅들
- 2.0 노아르타 : 개척자들
- 2.5 노아르타 : 향연의 뜰
- 2.9 노아르타 : 정복자들
- 3.0 오키드나의 증오 - 워본과 드워프
- 3.5 태초
- 4.0 해상 전장 : 트레파세스
- 4.5 변화의 서막
- 5.0 히라마 : 여정의 시작

## 채널링
- 2017년 1월 - 넥슨 채널링
- 2016년 8월 - 네이버 채널링

## 소식
- 2017년 7월 - 플레이위드와 대만 퍼블리싱 체결[3]

## 평가
| 평가                                                                      |        |
| ------------------------------------------------------------------------- | ------ |
| 통합 점수 통합사 점수 메타크리틱 80/100 [ 4 ] 평론 점수 평론사 점수 CGW 5 |        |
| 통합 점수                                                                 |        |
| 통합사                                                                    | 점수   |
| 메타크리틱                                                                | 80/100 |
| 평론 점수                                                                 |        |
| 평론사                                                                    | 점수   |
| CGW                                                                       | 5      |